# Mistrzostwa Polski w Judo 2012
Mistrzostwa Polski w Judo 2012 – 56. edycja mistrzostw, która odbyła się w Luboniu w dniach 19 – 21 października 2012 roku. 

## Medaliści

### Kobiety
| Kategoria:    | Złoto:                                 | Srebro:                                | Brąz:                                                                    |
| do 48 kg      | Ewa Konieczny (Czarni Bytom)           | Kinga Kubicka (Flota Gdynia)           | Katarzyna Pułkośnik (Narew Łapy) Maja Rasińska (Gwardia Bielsko-Biała)   |
| do 52 kg      | Zuzanna Pawlikowska (AZS AWFiS Gdańsk) | Martyna Martynowicz (Gwardia Opole)    | Karolina Pieńkowska (AZS UW Warszawa) Żaneta Rerutko (Gwardia Warszawa)  |
| do 57 kg      | Agata Perenc (Polonia Rybnik)          | Arleta Podolak (AZS UW Warszawa)       | Anna Borowska (Polonia Rybnik) Monika Chróścielewska (AZS AWFiS Gdańsk)  |
| do 63 kg      | Agata Ozdoba (AZS Opole)               | Magdalena Kowalczyk (AZS AWFiS Gdańsk) | Sandra Lickun (Gwardia Koszalin) Barbara Mirus (Wisła Kraków)            |
| do 70 kg      | Katarzyna Kłys (Wisła Kraków)          | Karolina Tałach (Wybrzeże Gdańsk)      | Urszula Hofman (Juvenia Wrocław) Aleksandra Jabłońska (AZS AWFiS Gdańsk) |
| do 78 kg      | Katarzyna Furmanek (AZS AWFiS Gdańsk)  | Beata Pacut (Czarni Bytom)             | Katarzyna Szlendak (MKS Chełm) Katarzyna Wtorkowska (AZS UW Warszawa)    |
| powyżej 78 kg | Urszula Sadkowska (Nippon Olsztyn)     | Joanna Jaworska (AZS AWFiS Gdańsk)     | Monika Bank (Gwardia Opole) Marta Rózga (Gwardia Łódź)                   |
| open          | Urszula Sadkowska (Nippon Olsztyn)     | Agnieszka Kaps (AZS AWF Katowice)      | Joanna Jaworska (AZS AWFiS Gdańsk) Karolina Tałach (Wybrzeże Gdańsk)     |

### Mężczyźni
| Kategoria:     | Złoto:                                 | Srebro:                                 | Brąz:                                                                               |
| do 60 kg       | Łukasz Kiełbasiński (Ryś Warszawa)     | Sebastian Janicki (Śląsk Wrocław)       | Łukasz Smorzewski (Olimpijczyk Włocławek) Patryk Wawrzyczek (Gwardia Bielsko-Biała) |
| do 66 kg       | Aleksander Beta (Gwardia Łódź)         | Mariusz Janicki (Śląsk Wrocław)         | Grzegorz Wieczorek (Czarni Bytom) Paweł Zagrodnik (Czarni Bytom)                    |
| do 73 kg       | Damian Szwarnowiecki (Gwardia Wrocław) | Piotr Płoński (Gwardia Wrocław)         | Michał Kubieniec (AZS AWF Katowice) Piotr Kurkiewicz (AZS Uniwersytet Łódzki)       |
| do 81 kg       | Łukasz Błach (AZS AWF Wrocław)         | Radosław Koszczyński (AZS AWF Warszawa) | Adam Czyż (Ryś Warszawa) Paweł Urban (Żak Ełk)                                      |
| do 90 kg       | Robert Krawczyk (Czarni Bytom)         | Kamil Kozłowski (Gwardia Olsztyn)       | Łukasz Koleśnik (AZS AWF Wrocław) Paweł Płoński (AZS AWF Warszawa)                  |
| do 100 kg      | Kacper Larem (Gwardia Warszawa)        | Krzysztof Węglarz (Wisła Kraków)        | Tomasz Domański (AZS AWFiS Gdańsk) Paweł Sitarski (Gwardia Warszawa)                |
| powyżej 100 kg | Maciej Sarnacki (Gwardia Olsztyn)      | Janusz Wojnarowicz (Czarni Bytom)       | Damian Nasiadko (Wybrzeże Gdańsk) Tomasz Tałach (Wybrzeże Gdańsk)                   |
| open           | Tomasz Domański (AZS AWFiS Gdańsk)     | Paweł Mróz (Wojownik Skierniewice)      | Jakub Wójcik (AZS AWF Wrocław) Robert Zalewski (Wybrzeże Gdańsk)                    |